# Góra Zamkowa (Zamek Tenczyn)
Góra Zamkowa – twardzielcowe najwyższe wzgórze Garbu Tenczyńskiego, posiadające kilka wierzchołków, znajdujące się we wsi Rudno. Najwyższy wierzchołek ma wysokość 407,8 m n.p.m. Na wschodnim  wierzchołku o wysokości 398/401 m n.p.m. znajduje się zamek Tenczyn. Na południu znajduje się wierzchołek Winnica o wysokości 391 m n.p.m. oraz Siwa o wysokości 374.8 m n.p.m. Wzgórze jest dawnym stożkiem wulkanicznym. W okresie późnego paleozoiku  wystąpiły ruchy górotwórcze zwane orogenezą waryscyjską (hercyńską). Jednym z jej przejawów było  odnowienie pęknięć sztywnej płyty przedkarpackiej. W rejonie tych pęknięć wystąpiła erupcja lawy wulkanicznej oraz wyrzucenie znacznej ilości materiału piroklastycznego. Takim miejscem był teren dzisiejszej Góry Zamkowej. Pokrywa wzniesienia ma grubość około 150 m i składa się z paleobazaltu (melafirów) ułożonych w pięciu grubych warstwach. Odpowiada to 5 erupcjom wulkanicznym. Warstwy  melafirów  poprzedzielane są tufami (skała powstała z popiołów wulkanicznych). Warstwy mają nie jednolitą budowę w dolnej części występuje skała lita, przechodząca w struktury porowate. We wschodniej części wzgórza na kominie wulkanicznym lub potoku lawy wybudowany został Zamek Tenczyn.